# Stenophorina
Stenophorina is een geslacht van insecten uit de familie van de Bochelvliegen (Phoridae), die tot de orde tweevleugeligen (Diptera) behoort.

## Soort
- S. petiolata Borgmeier, 1963